# Gott, man lobet dich in der Stille (BWV 120b)

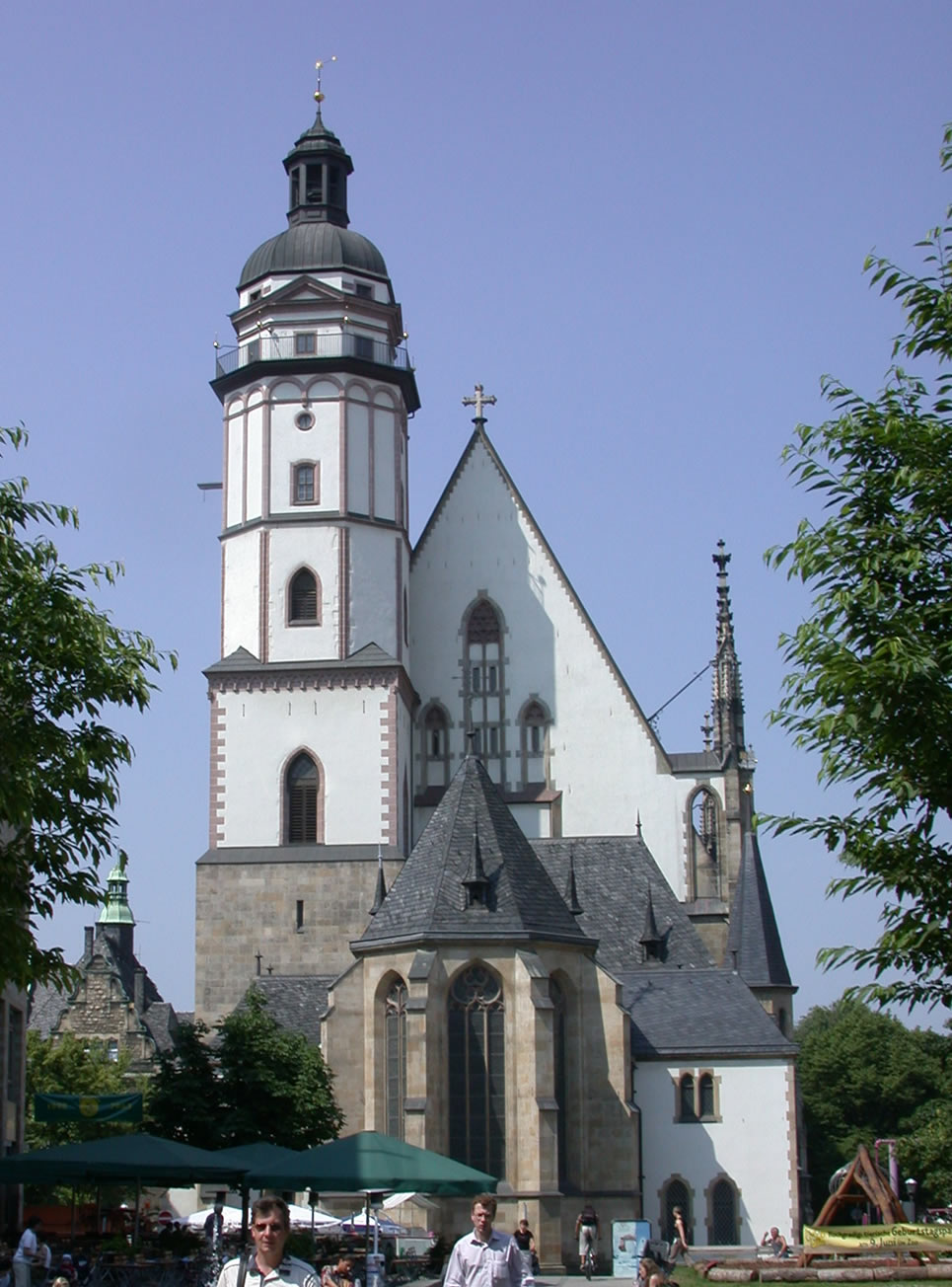
Église Saint-Thomas de Leipzig en 2003.

Pour les articles homonymes, voir Gott, man lobet dich in der Stille.
Gott, man lobet dich in der Stille (Dieu, on te loue dans le silence) (BWV 120b) est une cantate de Johann Sebastian Bach écrite pour célébrer le deux centième anniversaire de la Confession d'Augsbourg (1530). Pour cette destination liturgique, deux autres cantates ont franchi le seuil de la postérité : les BWV 190a et Anh. 4.
Bach réemploya pour composer cette cantate des éléments de la cantate homonyme BWV 120. Elle fut jouée dans l'église Saint-Thomas de Leipzig le 26 juin 1730. Le texte fait partie des « Ernst-Scherzhaffte und Satyrische Gedichte. Dritter Theil » de Picander, Leipzig, 1732. La musique est perdue mais a pu être partiellement reconstituée à partir des mouvements 1, 2 et 4 de la cantate BWV 120.
Elle est composée de six morceaux répartis en deux sections (avant et après la prédication) :
Première partie :
1. arioso :  Gott, man lobet dich in der Stille (parodie de BWV 120/1)
2. aria : Zahle, Zion, die Gelübde (parodie de BWV 120/2)

Seconde partie :
1. récitatif : Ach! du geliebte Gottesstadt
2. aria : Treu im Glauben (parodie de BWV 120/4)
3. récitatif : Wohlan, du heilige Gemeinde
4. choral : Du heilige Brunst, süßer Trost (Martin Luther)

## Sources
- Gilles Cantagrel, Les cantates de J.-S. Bach, Paris, Fayard, mars 2010, 1665 p.  (ISBN 978-2-213-64434-9)